# Cantonul Saint-Chamond-Sud
Cantonul Saint-Chamond-Sud este un canton din arondismentul Saint-Étienne, departamentul Loire, regiunea Rhône-Alpes, Franța.

## Comune
- Saint-Chamond (parțial, reședință)
- La Valla-en-Gier